# Nektanebo II.
Nektanebo II. (360. – 343. pr. Kr.), također poznat po imenu Nakhthoreb, bio je treći i posljednji faraon Tridesete egipatske dinastije, odnosno posljednji domaći vladar Egipta u antičko doba.
Nektaneb je bio sin Tjahapimua, odnosno nećak faraona Teosa. Prema nekim izvorima Tjahapimu je bio stariji Teosov brat koji nije dobio prijestolje. Godine 362. pr. Kr. Teos je pokrenuo veliki pohod na Perzijsko Carstvo, ostavivši Tjahapimua kao guvernera u Egiptu. Mladi Nektaneb je bio jedan od komandanata u Teosovoj vojsci, čiji su glavni dio bili grčki plaćenici na čelu sa spartanskim kraljem Agesilajom II. i atenskim admiralom Habrijom.
Pohod je ispočetka imao uspjeha, ali je u samom Egiptu tinjalo veliko nezadovoljstvo zbog visokih poreza prikupljenih za financiranje vojske. Tjahapimu je to iskoristio kako bi podigao pobunu, a njoj se kasnije priključio i Nektanebo, koga je Tjahapimu obećao proglasiti kraljem. Spartanski kralj Agesilaj je tada, za razliku od Habrije, odlučio stati na stranu pobunjenika. Teos je, shvativši da nema podršku, pobjegao Perzijancima koji će mu dati utočište. Mladi kralj je obustavio pohod te se vratio u Egipat gdje je uz Agesilajevu pomoć brzo ugušio pobunu još jednog pretendenta na prijestolje u Mendesu.
Nektanebova vladavina je bila relativno stabilna, ali i obilježena stalnom prijetnjom perzijske invazije, s obzirom na to da se Ahemenidi nikada nisu pomirili s gubitkom Egipta, koga su smatrali odmetnutom satrapijom. Nektanebo je, stoga nastavio politiku svog djeda Nektaneba I. te sprovodio upravne reforme, kovao novce i angažirao grčke plaćenike za obranu zemlje.
Godine 351. pr. Kr. je pokrenuta velika perzijska invazija, ali je ona doživjela poraz. Četiri godine kasnije, perzijski kralj Artakserkso III. je u Babilonu skupio ogromnu vojsku, na što je Nektnanebo reagirao potakavši pobunu u feničkom gradu Sidonu gdje se nalazilo sjedište perzijske flote. Nektanebo je potom pobunjenicima poslao svog najamničkog generala Mentora s Rodosa te su istjerali Perzijance, na što se pobuni priključio Cipar, a nešto kasnije i Judeja i Samarija. Tako je Nektaneb nakon više vijekova uspio pod egipatsku vlast dovesti teritorije kojima je nekada dominiralo Novo egipatsko kraljevstvo na vrhuncu svoje moći.
Ipak, to je dostignuće bilo kratkog vijeka. Artakserksova vojska je nakon tri godine žestokih borbi uspjela vratiti perzijsku vlast nad Levantom, a feničanske pobunjenike na moru je suzbila novosagrađena flota iz Karije. Kada se Sidon predao 345. pr. Kr., Mentor s Rodosa je odlučio prijeći na Artakserksovu stranu. Budući kako je 344. pr. Kr. na predaju natjeran i Cipar, Artakserkso III. je krenuo u konačni obračun s Egiptom, te je njegova vojska 343. pr. Kr. došla pred Peluzij.
Kada se predao Peluzij, otvoren je put perzijskoj floti u Nil, a nakon niza predaja utvrđenih gradova, Nektanebo se odlučio povući u Memfis gdje je mislio pružiti odlučan otpor. To je povlačenje pak izazvalo potpunu demoralizaciju među njegovim vojnicima, pa je Nektanebo pobjegao u Nubiju gdje je najvjerojatnije pronašap utočište kod kušitskih kraljeva. Poslije Artakserksovog povratka u Perziju, Nektnaebo je nakratko ponovno uspostavio svoju vlast u dijelovima Gornjeg Egipta, ali su Perzijanci brzo skršili taj pokušaj. Nektanebo II. je nedugo poslije toga umro u egzilu, ostavši upamćen kao posljednji domaći egipatski vladar u povijesti sve do 20. stoljeće.
Nektanebo II. je iza sebe ostavio brojne spomenike, ali i neiskorišteni granitni sarkofag koji se danas čuva u Britanskom muzeju.
Prema legendi, Egipćani se nisu htjeli pomiriti s gubitkom svog kralja, te su se u prvim godinama perzijske vlasti proširile legende o tome da će se on ili netko od njegovih nasljednika vratiti i osloboditi Egipat. Kada je pak u Egipat došao Aleksandar Makedonski, on je među svojim novim podanicima proglašen Nektanebovim sinom, napravljenim prilikom tajne posjete makedonskom dvoru. Ta je legenda kasnije postala dio znamenitog srednjovjekovnog romana Aleksandrida.

## Poveznice
- Novo egipatsko kraljevstvo
- Ahemenidsko Perzijsko Carstvo
- Artakserkso III.

## Vanjske poveznice
- Nektanebo II. (TourEgypt.net)
- Nektanebo II. (Livius.org)  Arhivirana inačica izvorne stranice od 7. lipnja 2014. (Wayback Machine)